# Synagogue de Friedek (1865-1939)

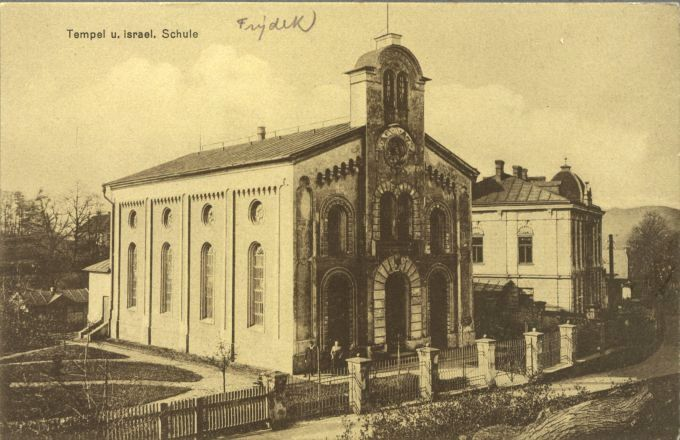
La synagogue après sa restauration - agrandissement de 1893

La synagogue de Friedek a été inaugurée en 1865 et détruite en 1939 par des nazis locaux après l'invasion de la Tchécoslovaquie par les troupes allemandes au début de la Seconde Guerre mondiale. 
Friedek (maintenant Frýdek-Místek) fait partie de l'empire d'Autriche, puis de l'Autriche-Hongrie jusqu'en 1918, avant de devenir tchécoslovaque et prendre le nom de Frýdek. En 1943, sous domination allemande, la ville est fusionnée avec la ville de Mistek pour former Frýdek-Místek. Chef-lieu du district de Frýdek-Místek dans la région de Moravie-Silésie, en Tchéquie, elle compte actuellement environ 57 000 habitants. 

## Histoire de la communauté juive
On ignore la date d'installation des premiers Juifs à Friedek. On sait qu'une famille juive dont on ne connait pas le nom y était présente en 1636. La première présence documentée date de 1708. Dans un rapport, il est fait mention de l'autorisation à s'installer en ville, donnée au Juif Moïse Munk, probablement l'ancêtre des industriels de Friedek dans le textile. À cette époque, les Juifs ont l'interdiction de s'installer en Silésie sauf si la famille obtient un privilège impérial spécial. Cette interdiction va se relâcher à partir de 1713, mais les Juifs doivent payer une taxe spéciale, si bien qu'en 1752, il n'y a que 119 familles autorisées à vivre en Silésie.  
À la fin du XVIIIe siècle, Joseph II lève certaines restrictions s'appliquant aux Juifs, mais ce n'est qu'après la révolution de 1848 que ceux-ci obtiennent la pleine égalité civile et économique. Certaines mesures anti-juives resteront en vigueur jusqu'en 1859, mais ne seront guère respectées dans la pratique. 
Après l'émancipation civile, les Juifs s'installent à Frýdek et en 1880 on en compte déjà 236 (soit 4 % des 5 912 habitants de la ville). En 1890, ils sont 262 (soit 3 % de la population totale) et lors du dernier recensement de la population en 1930, avant la Seconde Guerre mondiale, leur nombre total dans toute l'agglomération de Frýdek-Místek est de 432 (soit 2 % de la population). 
Au début, les Juifs de Frýdek dépendent du rabbinat de Teschen (actuellement Cieszyn dans le sud de la Pologne), mais en 1863, ils fondent leur propre communauté religieuse et deviennent totalement indépendants en 1880. 
L'arrivée des nazis en Tchécoslovaquie sonne le glas de la communauté juive locale. Plus de 159 personnes sont assassinées. Des familles complètes sont exterminées, comme les Berenkopf, les Egger, les Feldmann, les Fischer, les Goldberger, les Grosser, les Hermann, les Holzer, les Koslowské, les Lanzer, les Lifczic, les Löw, les Neumann, le Singer, les Spitzer, les Steinberg, les Steiner, les Tauber, les Zemann et les Ziffer, ainsi que beaucoup d'autres personnes individuelles. La grande majorité des Juifs de Frýdek est tuée dans les camps d'extermination de Maly Trostenets, situé à 12 km de Minsk en Biélorussie, de Treblinka et d'Auschwitz en Pologne.
Des Juifs de Frýdek combattent les Allemands les armes à la main: Pavlov Bodansky, membre de la brigade tchécoslovaque en Grande-Bretagne, est tué au siège de Dunkerque le 15 avril 1945 à l'âge de 27 ans. Kurt Brunn, commandant du peloton équestre de la 1re brigade, se bat du côté soviétique et est tué à Bila Tserkva en Ukraine, le 30 décembre 1943 à l'âge de 32 ans. Erich Falter, chef d'état-major de la 1re brigade du 1er régiment d'artillerie  tchécoslovaque, rejoint la Haganah en Israël avant de retourner en Tchécoslovaquie. Arnošt Goldberger, est blessé à la bataille de Sokolovo près de Kharkov, et sera démobilisé en 1946. Le député Ervin Rosenberg, membre de la 1re brigade est lui-aussi démobilisé après la guerre. 
La plupart des Juifs survivant ne retourneront pas dans leur ville natale. Aucune association juive ne se reforme à  Frýdek après la guerre. 

## Histoire de la synagogue

### Construction de la synagogue
La municipalité de Friedek n'ayant pu empêcher l'année précédente l'établissement d'une association religieuse juive, ni la délivrance d'une autorisation de construction d'une synagogue, désire au moins que leur salle de prière ne soit pas située à moins de 200 mètres d'une église de pèlerinage. Mais même cette fois, les protestations des représentants de Friedek ne sont pas entendues et à la fin de l'été 1864, se déroule la pose officielle de la première pierre de la synagogue. Construite selon les plans de l'architecte Ambroise Zapletal de Frankstadt unter dem Radhoscht (maintenant Frenštát pod Radhoštěm, les travaux durent environ un an. 
Bernhard Kraus dans ses chroniques de la communauté juive de Frýdek-Místek, écrites dans les années 1925-1929, décrit l’édifice comme suit : 
« Situé à dix mètres du bord de la rue, séparé d'elle par une grille en fer forgé, le bâtiment du temple semble flotter, son côté étroit servant de façade sur la rue. Ce n'est pas un bâtiment massif, monumental et somptuaire, mais il attire l'attention avec sa simplicité élégante rare. Même la façade n'est pas surchargée de riches ornements, mais elle est belle et fonctionnelle, couronnée par les Tables de la Loi (les dix commandements), et la destination du bâtiment est indiquée par une inscription en hébreu: Zeh haschaar laadonai (Ceci est le portail vers Dieu). Une porte double, haute et large, en chêne, mène dans le vestibule. À gauche en entrant, on trouve un escalier menant à la galerie des femmes, et à droite, un vestiaire pour les hommes et une salle pour le chœur. Une seconde porte haute, à l'opposé de la porte d'entrée du vestibule, s'ouvre sur la nef principale du temple, un espace éclatant, inondé de lumière, pour environ 200 fidèles, avec un haut plafond voûté en bois et six hautes fenêtre en plein cintre. La pièce se compose de deux rangées de 18 rangs de six sièges. À l'arrière de la pièce, on aperçoit une étroite galerie centrale reposant sur des piliers, servant de lieu de prière pour les femmes. À l'avant, surélevé de trois marches, se trouve un espace voûté semi-circulaire, éclairé par une fenêtre circulaire avec des verres colorés comme une rosace. Dans cet espace, on trouve un pupitre de lecture, deux chandeliers artistiquement sculptés, la lampe éternelle, et trois marches plus haut, l'Arche Sainte. L'ensemble du bâtiment est construit en style roman, avec une surface bâtie d'environ 300 m2. Le coût de la construction est d'environ 20 000 złotys, tout en sachant que de nombreux éléments ont été livrés gratuitement pour la construction
. »
Le 14 septembre 1865, huit jours avant le début de la nouvelle année juive, se déroule l'inauguration officielle de la synagogue. Deux processions vont se rencontrer devant la synagogue. La première en provenance de l'ancienne salle de prière située dans la maison de Samuel Samueliho apporte le vieux rouleau de Torah, tandis que l'autre procession conduite par le rabbin régional Simon Friedmann de Teschen (Cieszyn) apporte un nouveau rouleau de Torah. À l'entrée de la synagogue, un représentant de l'archiduc Albert de Teschen remet aux Juifs les clefs du bâtiment et le gouverneur du district prononce un discours que plus tard, Bernhard Kraus appréciera comme un discours plein de tolérance. À l'intérieur de la synagogue, la cérémonie continue avec le rangement des rouleaux de Torah dans l'Arche sainte, l'allumage de la lampe éternelle, des chants du chœur de la synagogue de Teschen, le sermon du rabbin Friedmann et les prières de consécration. Parmi les nombreux invités, il y a des représentants des villages de Místek et de Koloredov, et malgré leur attitude antérieure pas très favorable aux Juifs, des représentants de Friedek. Après avoir béni et sanctifié la synagogue, le rabbin béni aussi les personnes présentes et les représentants de l'État, le gouvernement et la municipalité. Les prières de consécration sont suivies d'un banquet et d'un bal. Huit jours plus tard, pour la fête de Roch Hachana, l'office est dirigé par le chantre local, Josef Fischer. 

### Restauration et agrandissement de la synagogue
Dans les années 1890, la communauté juive est divisée entre ceux qui veulent construire une nouvelle école juive et ceux qui veulent agrandir la synagogue devenue trop petite. Ce sont ces derniers qui l'emportent. Un comité provisoire est créé en février 1893, et le même mois, celui-ci décide d'entamer les travaux de rénovation et d'extension de la synagogue. 
Les travaux sont entrepris par l'entrepreneur Rudolf Aulegk de Mistek, auteur de nombreux bâtiments d'exposition à Freidek. Les travaux consistent principalement à surélever le toit afin de pouvoir ajouter deux galeries latérales pour les femmes, reposant sur des colonnes en fer. En élevant les murs de la nef, de petites fenêtres circulaires ont été réalisées au-dessus des fenêtres existantes et un nouveau plafond en bois à caissons a remplacé le plafond voûté. La capacité de l'espace réservé aux hommes est augmentée en disposant les bancs en décalé. L'orgue, placé entre les galeries des femmes, est installé par l'entreprise de facture d'orgues de Jägerndorf (maintenant Krnov) mondialement célèbre Rieger Orgelbau. Les murs et le plafond sont décorés par le peintre-décorateur Leo Glücklich de Bielitz (maintenant Bielsko). L'éclairage du bâtiment est maintenant entièrement électrique en remplacement des bougies. L'accès aux nouvelles galeries des femmes se fait par deux nouvelles entrées, une sur la façade et l'autre à l'arrière du temple, où deux petites pièces ont été ajoutées pour servir de vestiaire au rabbin et au chantre.
La cérémonie de réouverture de la synagogue se déroule le 30 septembre 1893, à l'occasion de la fête de Roch Hachana. Pour couvrir le coût de la rénovation qui s'élève à 13 700 złotys, la communauté juive doit emprunter 12 000 złotys auprès de la caisse d'épargne de Freidek. Malgré cette dette, les responsables de la communauté, Hermann Loew, Mathias Schwarz, Leopold Huppert, Moritz Spitzer et Heinrich Tramer décident de construire un bâtiment annexe qui servira d'école et de centre communautaire. Comme précédemment, une partie de la communauté juive, que le Bernhard Kraus qualifiera de petite mais très active, à l'opposition féroce, s'oppose résolument à cette proposition. 
La synagogue va pendant 74 années être le centre de la vie cultuelle et culturelle de la communauté juive. 

### Destruction de la synagogue
Le 15 mars 1939, l'armée allemande pénètre dans ce qui reste de la Tchécoslovaquie après les accords de Munich. Dans la nuit du 13 au 14 juin, à 1h50 du matin, des nazis locaux, s'inspirant de la nuit de Cristal, mettent le feu à la synagogue. Comme le mentionne les gendarmes dans leur rapport, le feu s'est propagé en un temps très court, et a engouffré d'un coup tout l'intérieur du bâtiment qui a été entièrement détruit. Arrivés rapidement sur le lieu de l'incendie, ils n'ont pas pu approcher du bâtiment en raison de la grande chaleur, de sorte qu'ils n'ont pas pu déterminer la cause du feu. Les pompiers locaux sont arrivés au feu peu après son éclosion, mais comme il n'y avait plus aucun espoir de sauver le bâtiment en feu, ils ont consacré tous leurs efforts à protéger les bâtiments voisins.
Alors que les gendarmes n'ont pu (ou voulu) déterminer les causes du feu, un chroniqueur de Friedek est par contre très clair sur l'origine du feu: « La synagogue a brûlé dans des conditions suspectes à environ deux heures de la nuit. Le feu n'a pas pu être éteint et s'est propagé effroyablement vite. Tout le monde reconnait que l'intérieur de la synagogue a été arrosé d'essence ou de kérosène avant qu'on y mette le feu. » 
Deux jours après l'incendie, des représentants de la municipalité et du département de la construction de Friedek et le président de la communauté juive Pavel Steinschneider inspectent les ruines de la synagogue, dont il ne reste que les murs extérieurs. La commission ordonne que la synagogue soit clôturée pour des raisons de sécurité  et un des représentants du département de la construction recommande que le bâtiment soit rasé pour des raisons esthétiques et que la synagogue ne doit pas être restaurée. Plus tard, les représentants de la compagnie d'assurance se rendent sur place et notent que les murs extérieurs sont suffisamment préservés pour permettre une restauration de la synagogue. De plus, les recommandations de démolir la synagogue ne reposent sur aucune loi, aussi la communauté juive décide de faire appel contre l'ordre de démolition. Mais cet appel reste vain et en décembre 1940, les murs calcinés sont rasés. 
Avant la mise à feu de la synagogue, les objets de valeur, en argent ou en or, et certains objets liturgiques ont été volés. Un des rouleaux de Torah, retrouvé après la guerre par le Czech Memorial Scrolls Trust, est depuis 1999, en prêt permanent à la communauté Beth Israel de Charlottesville dans l'État de Virginie aux États-Unis.

## Après la Seconde Guerre mondiale
À ce jour, le terrain où était située la synagogue, est toujours non bâti. La route Revoluční (Révolution) passe maintenant à l'endroit où se trouvait la partie arrière de la synagogue. Celle-ci s'étendait sur quatre parcelles, la n ° 3389 qui appartient désormais à la société Chironax Frýdek-Místek, s.r.o, les no 3376/2 et 3376/3 qui appartiennent à la ville de Frýdek-Místek et la quatrième no 3376/1, propriété de l'administration des routes de la région de Moravie-Silésie. L'emplacement de la synagogue peut être facilement localisé grâce à maison numéro 1280, qui était autrefois l'école juive et le centre communautaire et qui a été préservée.    

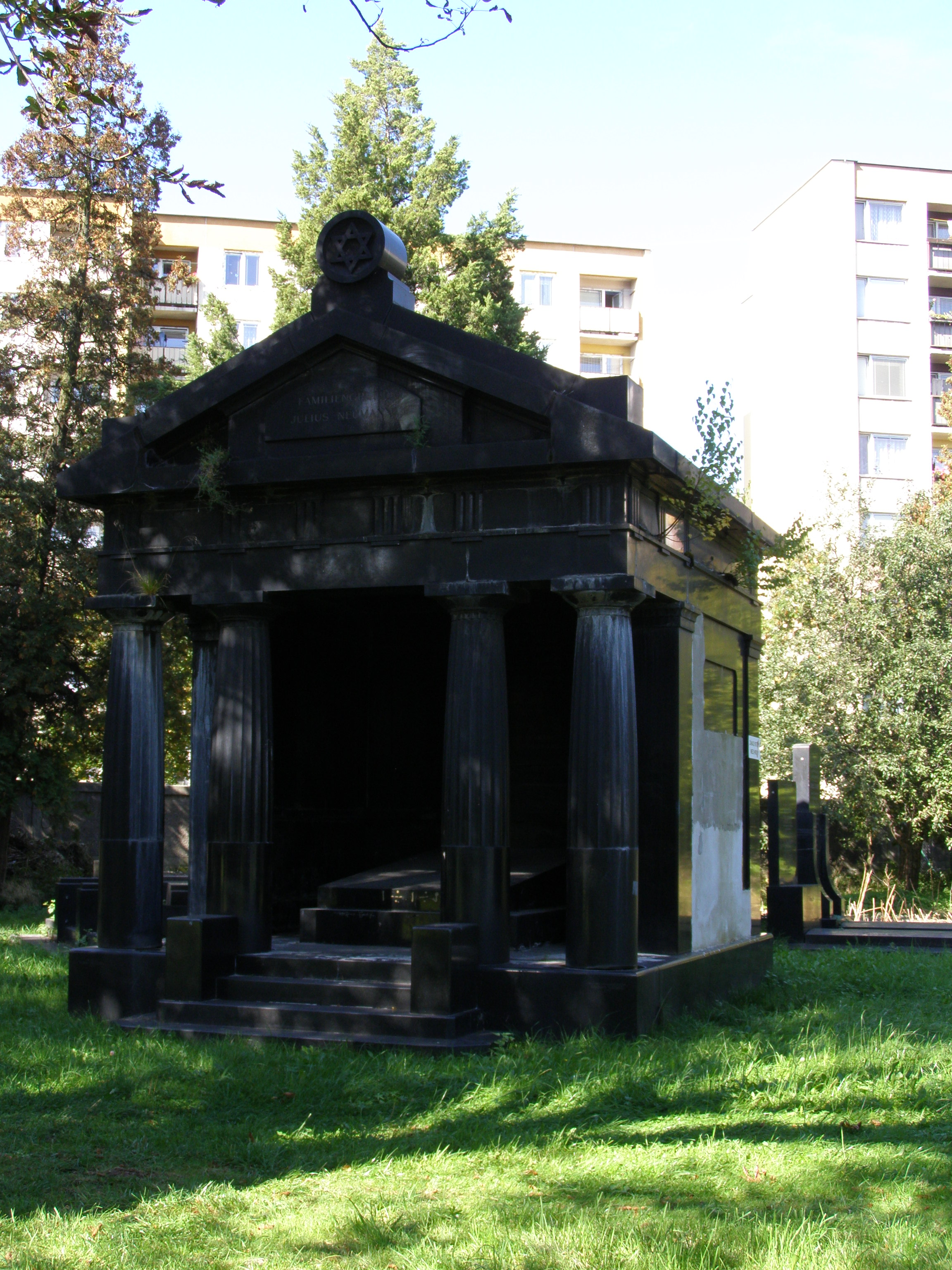
La tombe de la famille Neumann

Le seul lieu qui rappelle la présence juive à Frydek-Mistek est le cimetière juif, situé entre la rue principale et la rue de Silésie. Fondé relativement récemment, en 1882, il occupait auparavant une surface de 14 674 m2, mais n'occupe plus qu'une surface de 10 291 m2, en supprimant la partie non occupée par les sépultures. Propriété actuelle de la communauté juive d'Ostrava, on peut y voir environ 500 tombes modernes, dont celle opulente de la famille Neumann et la porte de style Sécession datant de 1910. L'ancien hall cérémonial a été converti en chapelle de l'Église adventiste du septième jour. 